# Caltabellotta
Caltabellotta ist eine italienische Gemeinde im Freien Gemeindekonsortium Agrigent in der Autonomen Region Sizilien mit 3144 Einwohnern (Stand 31. Dezember 2023).

## Lage und Daten

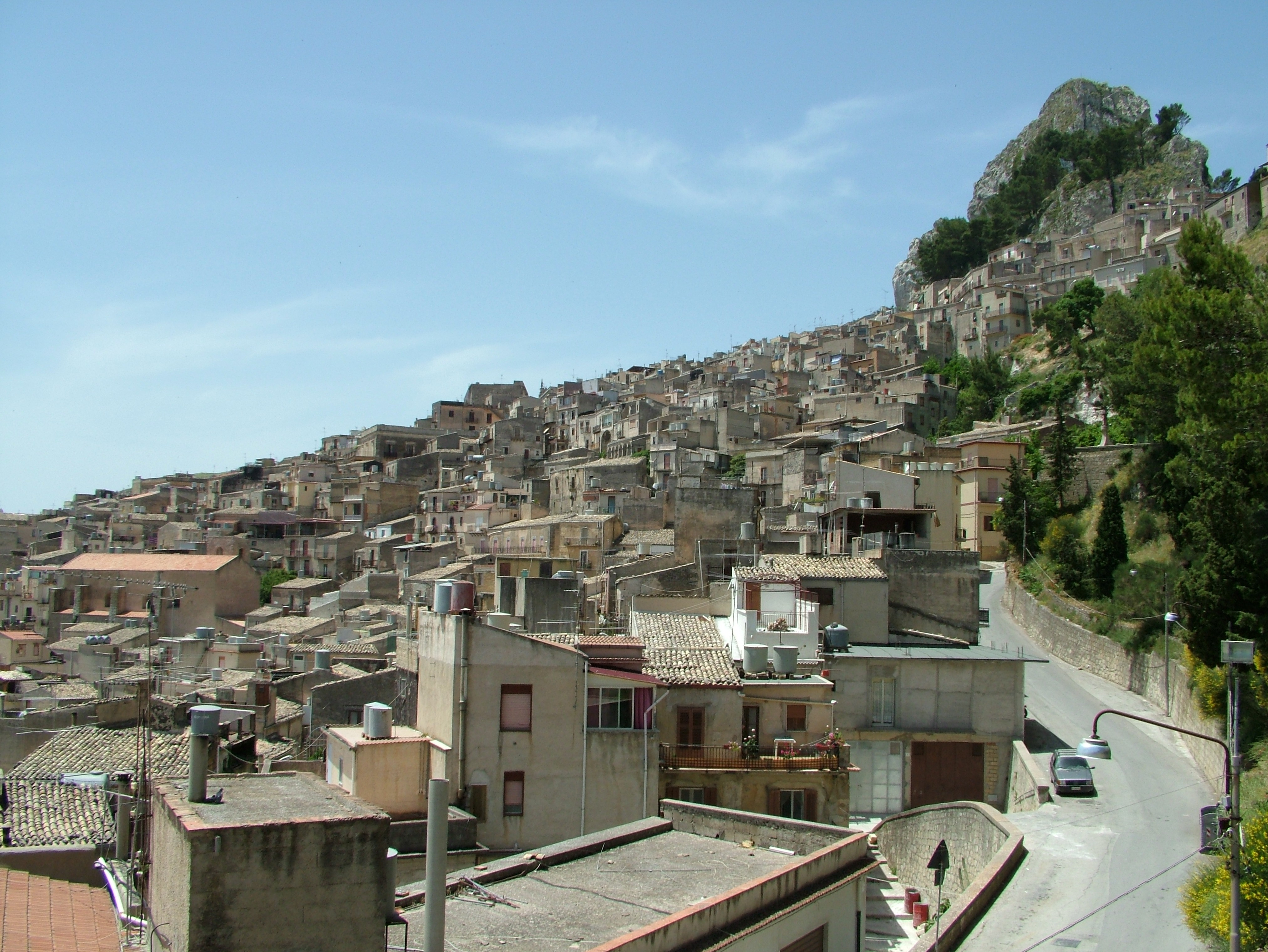
Caltabellotta

Caltabellotta liegt 63 km nordwestlich von Agrigent in einer Höhe von 949 m. Die Landwirtschaft ist der wichtigste Wirtschaftszweig der Stadt. Produziert werden Oliven, Wein und Zitrusfrüchte.
Die Nachbargemeinden von Caltabellotta sind Bisacquino (PA), Burgio, Calamonaci, Chiusa Sclafani (PA), Giuliana (PA), Ribera, Sambuca di Sicilia, Sciacca und Villafranca Sicula.
Der Ortsteil Sant’Anna liegt südöstlich von Caltabellotta.

## Geschichte
Hier befand sich im Altertum die sikulische Stadt Triocala. Die Stadt war einer der Hauptplätze der Sklaven. Später wurde die Stadt von Römern zerstört. Die Araber gründeten eine neue Stadt und nannten sie قلعة البلوط / Qalʿat al-Ballūṭ / ‚Eichenburg‘ (qalʿa arabisch für „Felsen“ und „Burg“; ballūṭ arabisch für die Grüneiche Quercus baloot).
Als der römisch-deutsche Kaiser Heinrich VI. vom Tod Tankreds († 20. Februar 1194), König des Königreichs Sizilien, erfuhr, zog er mit einer großen Armee nach Italien. Mit wenig Widerstand besetzte er im August 1194 Neapel und unterwarf im November in demselben Jahr Sizilien. Sibylle von Acerra, die Witwe Tankreds, suchte mit ihren Kindern Schutz in der Zitadelle von Caltabellotta. Heinrich VI. bot Sibylle für den Verzicht auf das Königreich die Grafschaft Lecce und Wilhelm III. das Fürstentum Tarent an, was von Sybille angenommen und von Heinrich in der Vereinbarung von Caltabellotta im Dezember 1194 bestätigt wurde.
In Caltabellotta wurde am 19. April 1288 der Frieden zwischen den spanischen Aragon und den französischen Anjou geschlossen. Nach der Sizilianischen Vesper, bei der Anjou Sizilien verloren hatte, verzichtete Anjou 1302 im Frieden von Caltabellotta auf Sizilien.
2010 wurde Nicolo Cottone aus Solingen zum Botschafter von Caltabellotta ernannt.

## Sehenswürdigkeiten

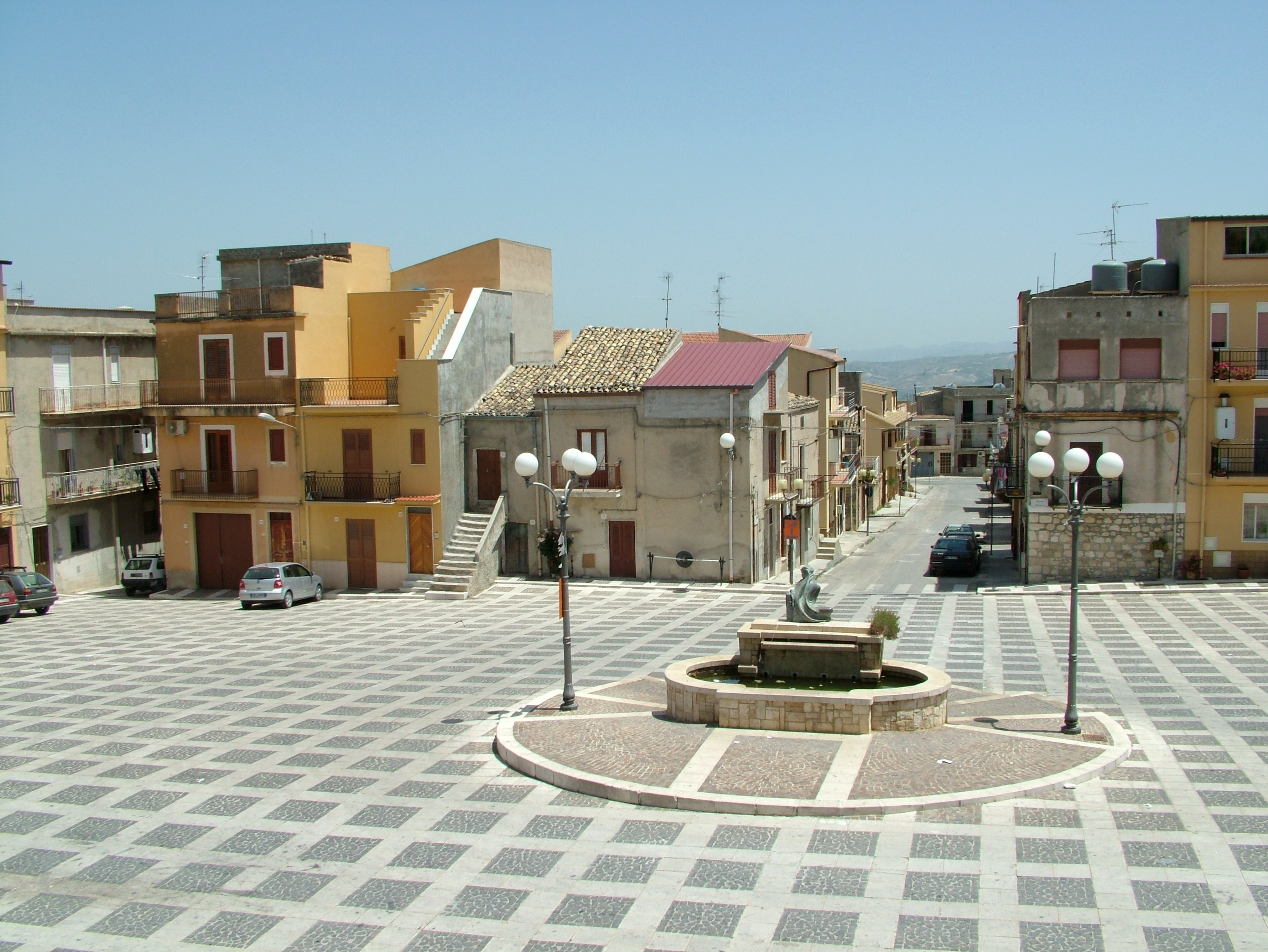
Piazza Fontana im Ortsteil Sant’Anna

- Das Stadtbild ist geprägt von der Lage am Steilhang und den sie überragenden Felsnasen, die man besteigen kann und von denen sich eine fantastische Aussicht bietet. Schon Goethe erwähnte die „wunderliche Felsenlage von Calata Bellotta!“ in seiner Italienischen Reise.[6]
- Kirche San Lorenzo aus dem 16. Jahrhundert, im Inneren befindet sich die Plastik Beweinung Christi von Antonio Ferraro aus dem Jahr 1552
- Kirche Sant’ Agostino aus dem 16. Jahrhundert, im Inneren die Plastik Kreuzabnahme von Antonio Ferraro (1552)
- Kirche Madre aus der Normannenzeit, im Inneren eine Madonna von Gagini
- Kastell, hier wurde 1302 der Friedensvertrag von Caltabellotta geschlossen.

## Persönlichkeiten
- Toni Vetrano (* 1964), deutscher Politiker (CDU)